# Second Khaganat turc
Pour un article plus général, voir Göktürk.
682–744
Entités précédentes :
- Khaganat turc oriental
- Khaganat turc occidental
- Protectorat Général pour Pacifier le Nord

Entités suivantes :
- Khaganat ouïgour
- Khaganat kirghize du Ienisseï
- Türgesh

Le Second Khaganat turc (vieux turc : 𐱅𐰇𐰼𐰰:𐰃𐰠, chinois traditionnel : 後突厥 ; pinyin : Hòu Tūjué), identifié comme étant le Pays du Turc Bilge Qaghan (vieux turc : 𐱅𐰇𐰼𐰝:𐰋𐰃𐰠𐰏𐰀:𐰴𐰍𐰣:𐰃𐰠𐰭𐰀) dans les inscriptions de Tonyukuk) est un khaganat d'Asie centrale et orientale fondé par le clan Ashina des Göktürks qui existe de 682 a 744. Il s'étend sur les terres contrôlées précédemment par le Khaganat turc oriental (552-630) et le Protectorat général pour pacifier le Nord de la dynastie Tang. Le Second Khaganat,, est centré sur Ötüken, situé dans le cours supérieur de la rivière Orkhon. Il est finalement vaincu et remplacé par un de ses vassaux, la confédération Toquz Oghuz, qui devient le Khaganat ouïgour.

## Origines
En 679, soit quelques décennies après la chute du Khaganat turc oriental (630), Ashina Nishufu est nommé Khagan par l'empereur Tang. Son rôle est de gouverner les Turcs au nom de la dynastie Tang, mais il se révolte rapidement contre ces derniers. En 680, il est vaincu par Pei Xingjian et, peu de temps après, il est tué par ses hommes. Après la mort de Nishufu, c'est Ashina Funian, un autre descendant du clan royal des turcs orientaux, qui est nommé Khagan a sa place. mais comme son prédécesseur, il se rebelle contre les Tang. Dans un premier temps, il remporte quelques victoires contre les Chinois; mais, dans un second temps, les Turcs sont une fois de plus vaincus par Pei Xiangjin. Capturé à la suite de sa défaite, Ashina Funian et 53 autres Göktürks sont exécutés publiquement a Chang'an, le 5 décembre 681,.
Le soulèvement de 679-681 est donc un échec, qui ne décourage pas pour autant les Turcs dans leur volonté de se débarrasser de la tutelle des tang. En 682, Ashina Qutlugh devient leur nouveau Khagan, sous le nom d'Ilterish Qaghan. Qutlugh décide de se replier dans le désert de Gobi. Une fois établis dans les monts Yin, Qutlugh, son frère Bögü-chor et son plus proche compagnon d'armes Tonyukuk (en) réussissent à gagner le soutien de la plupart des Turcs et mènent avec succès des opérations militaires contre les forces impériales dans le Shanxi, entre 682 et 687. Selon Tonyukuk, cette révolte contre les Tang et la volonté d'installer un Khagan sur le trône sont une action légitime; la déposition et la mort de Nishufu étant une faute du peuple turc, qui l'a conduit à être de nouveau soumis à la dynastie Tang
En 687, Ilterish Qaghan quitte les monts Yin et entreprend la conquête du cœur du territoire turc de l'époque, soit les actuelles Mongolie centrale et septentrionale. Entre 687 et 691, les Ouïghours de la Toquz Oghuz, qui occupent alors ces territoires, sont mis en déroute et soumis. Leur chef, Abuz Kaghan, meurt au combat. Le cœur du Second Khaganat turc se déplace alors vers les monts Otuken et les rivières Orkhon, Selenga et Tola.

## Montée en puissance
En 691, Ilterish Qaghan meurt et est remplacé par son jeune frère, qui prend le titre de Qapaghan Qaghan. En 696-697, Qapaghan subjugue les Khitans et scelle une alliance avec les Kumo Xi, un peuple connu sous le nom de Tatabï dans les textes turcs. Grâce à ces renforts, il stoppe l'avancée des armées Tang vers le nord-est, dans les contreforts du Khingan, et sécurise la frontière orientale de son empire. Entre 698 et 701, les frontières nord et ouest du Khaganat correspondent aux chaînes de montagnes Tannou-Ola, Altaï et Tarbagataï. Après avoir vaincu le clan Bayirku en 706-707, les Turcs occupent des terres s'étendant du cours supérieur du Kerülen jusqu'au lac Baïkal.
En 709-710, les turc soumettent l'Az et le Chik, traversent les monts Saïan, appelés Kögmen yïš dans les textes turcs, et infligent une défaite écrasante aux Kirghizes Ienisseï. Le souverain kirghize, Bars Beg, meurt lors des combats et ses descendants restent vassaux des Göktürks pendant plusieurs générations. En 711, les troupes turques, dirigées par Tonyukuk, traversent les monts de l'Altaï, affrontent l'armée des Türgesh en Dzoungarie, sur les rives de la rivière Boluchu et remportent une victoire éclatante. Les troupes de Tonyukuk traversent le Syr-Daria à la poursuite des Türgesh qui battent en retraite, jusqu'à la frontière du Tokharistan. Cependant, lors des batailles avec les Arabes près de Samarcande, les forces turques sont coupées de leurs approvisionnements et subissent des pertes considérables. À la suite de cette défaite, les troupes turques ont du mal à retourner dans l'Altaï, en 713-714. Là, ils renforcent l'armée qui se prépare à assiéger Beshbalik. Le siège s'enlise et, après avoir été vaincus lors de six escarmouches, les Turcs le lèvent et se replient.

## Crise

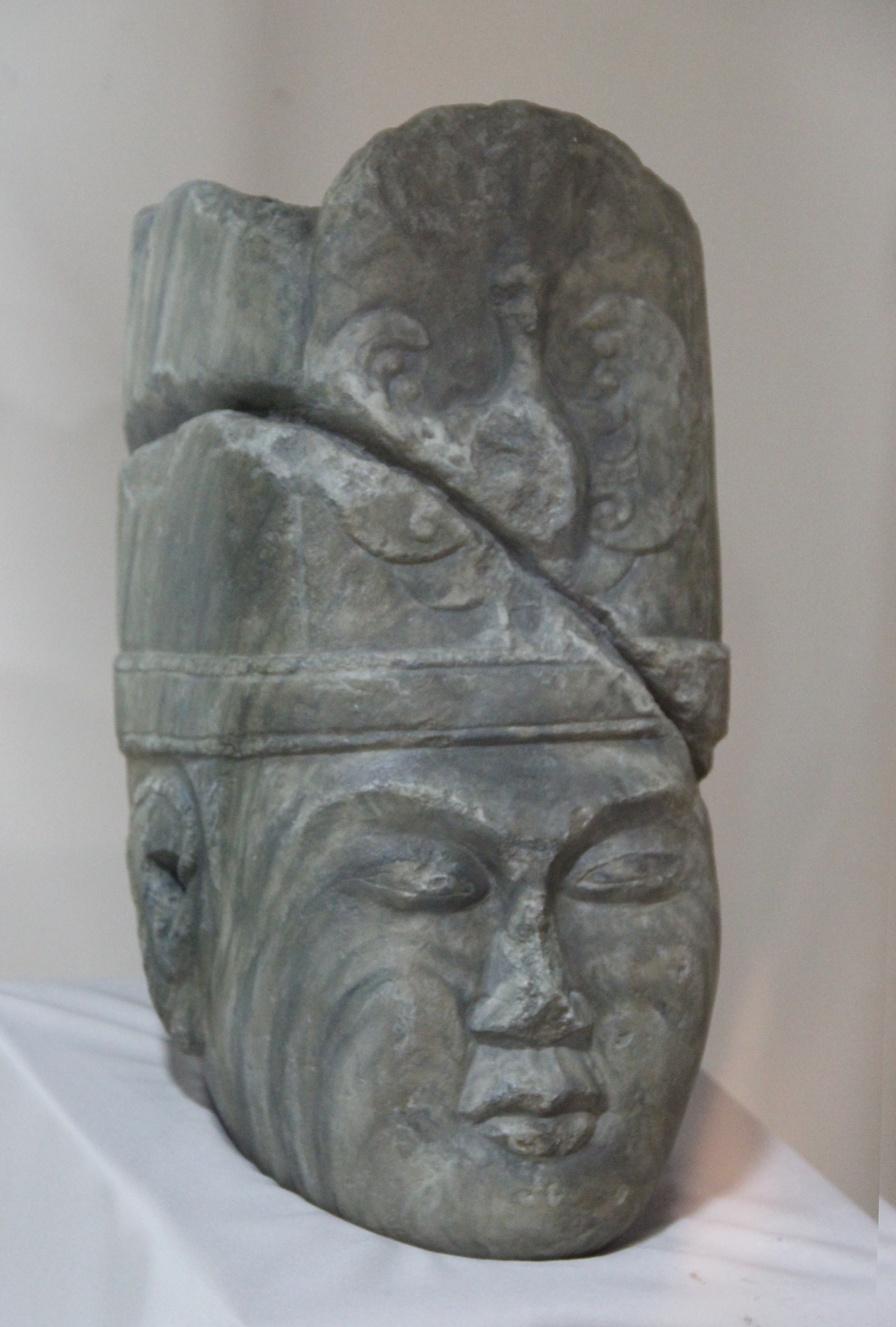
Buste de Kul Tigin (684–731), prince du Second Khaganat turc, trouvé à Khashaat, Arkhangai, vallée de l'Orkhon. Musée national de Mongolie.

En 716, Qapaghan Qaghan meurt au combat, lors d'une campagne contre l'alliance Toquz Oghuz, qui s'est rebellée contre son pouvoir. C'est son fils Inel Qaghan (716) qui monte alors sur le trône,.
Or, selon certains auteurs, cette accession au pouvoir viole la coutume qui régit la succession des Khagan, suivant laquelle le pouvoir doit revenir aux frères cadets du défunt; avant de passer à ses fils. Qapaghan Qaghan étant le frère cadet de son prédécesseur, Ilterish Qaghan; suivant la coutume le trône aurait dû revenir au fils d'Ilterish et non au fils de Qapaghan,. Inel et ses partisans sont tués par Kul Tigin, fils cadet d'Ilterish qui bénéficie du soutien de nombreuses familles turques. Kull installent ensuite sur le trône Bilge Qaghan, le fils ainé d'Ilterish, qui règne de 716 à 734. A coté de cette version, d'autres auteurs traitent l'affaire comme un simple coup d'État, sans aucune mention des règles de succession,.
Dans tous les cas, Bilge Qaghan monte sur le trône à une époque où l'empire fondé par son père est sur le point de s'effondrer. Les territoires occidentaux de l'empire font définitivement sécession, et immédiatement après la mort de Qapagan, le chef Türgesh Suluk se proclame Kaghan. Les Kitan et les Tatabi refusent de payer tribut, la révolte des Toquz Oghuz continue et les différents clans turcs eux-mêmes commencent à se rebeller. Se sentant incapable de contrôler la situation, Bilge Kaghan commence par vouloir offrit le trône à son frère, Kul Tigin. Ce dernier refuse et préfère assumer le titre de Shad, soit l'équivalent de commandant-en-chef de l'armée. Tonyukuk, toujours en vie au moment des faits  et qui jouit d'une grande autorité parmi les tribus, devient le plus proche conseiller du nouveau kaghan.
Le nouveau Khagan et ses conseillers mènent une série de batailles sanglantes contre les Tokuz Oghuz et les Tokuz Tatar, qui se situent le long de la Kerülen, et les Karlouks. S'ils n'arrivent pas a faire revenir les Turcs occidentaux dans le giron du Khaganat, ils parviennent à sauvegarder l’unité de la partie de l'empire située autour de l’Orkhon.
En 718, sur les conseils de Tonyukuk, Bilge envoie une ambassade à Chang’an pour négocier la paix avec la Chine. Xuanzong refuse et déclare la guerre. Selon le plan Chinois, les Basmil, établis au nord du Tarim, et les Khitans, alliés des Tang, doivent prendre les Göktürks en tenaille par le sud-ouest. L’attaque, mal synchronisée, échoue. Pendant que les troupes de Tonyukuk écrasent les Basmil et prennent Bechbalik, les forces de Bilge ravagent la frontière chinoise dans la région qui correspond actuellement au Gansu, puis se retournent contre les Khitans, qui sont battus. La paix est conclue  en 727, instituant des échanges commerciaux fructueux pour les Turcs; qui reçoivent 100 000 pièces de soie en échange d'un «hommage» de 30 chevaux.
L’hiver 723-724, très rigoureux, entraine la mort d'une grande partie du bétail des Göktürks. La guerre contre les Tokuz Oghuz et les Tokuz Tatar recommence au printemps suivant et Bilge doit mobiliser toutes ses forces pour réprimer l’insurrection. En 727, il refuse de s'allier aux Tibétains contre les Chinois, avec lesquels il vient juste de faire la paix. Sa sagesse est louée par Zhang Yue et, pour le remercier, les Chinois accordent aux Göktürks des privilèges commerciaux encore plus avantageux.

## Déclin

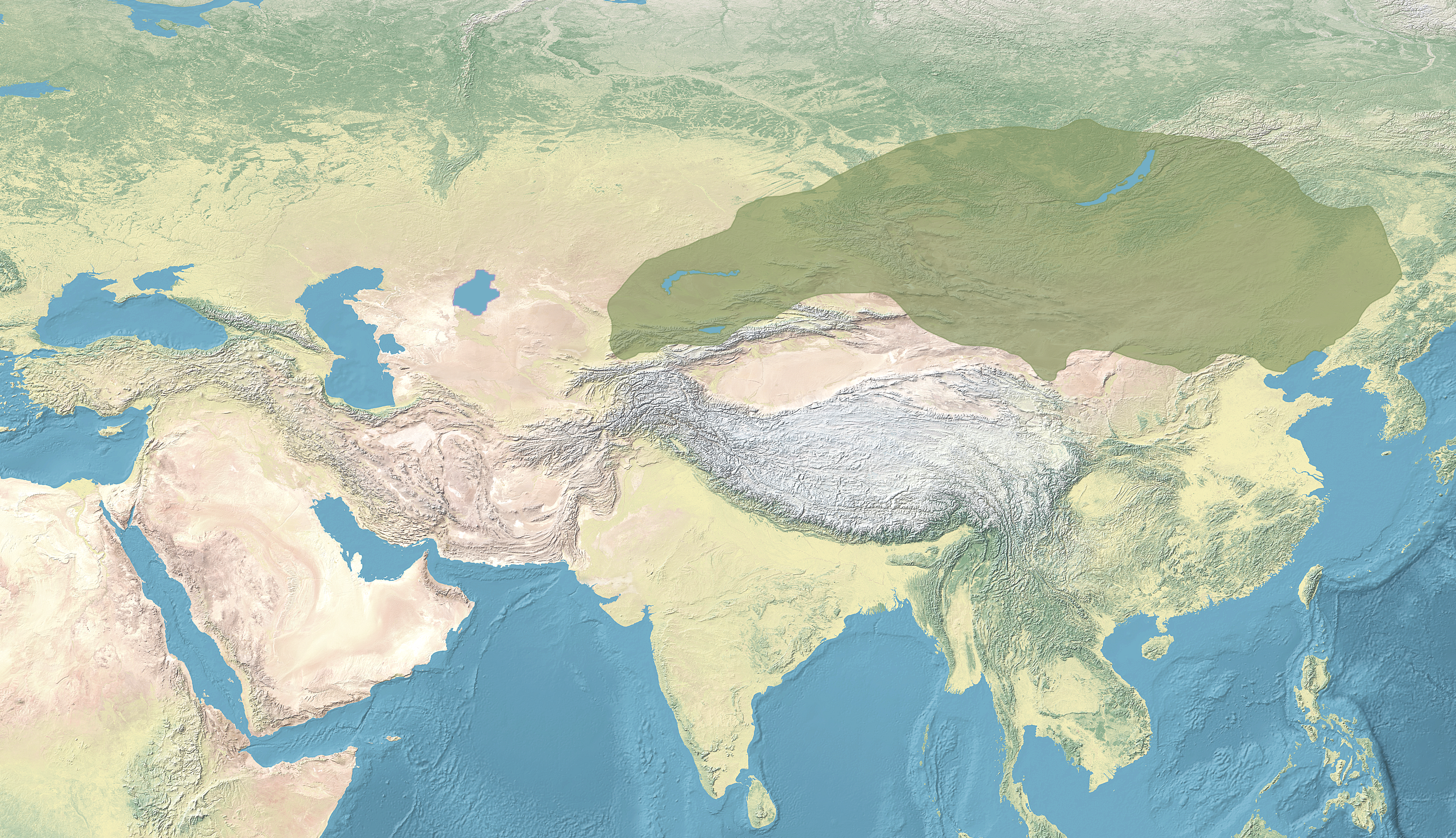
Extension approximative du territoire du Second Khaganat turc, vers 720.

Les décès de Tonyukuk en 726 et de Kul Tigin (en) en 731 font disparaître les meilleurs conseillers de Bilge. À la mort de son frère Tigin, Bilge fait graver une épitaphe à sa gloire sur sa tombe dans la vallée de l'Orkhon, rédigée avec l'alphabet de l'Orkhon, le plus ancien témoignage daté de la littérature turque,.
Bilge Kaghan meurt empoisonné par un de ses ministres le 25 novembre 734; mais, si l'on en croit les chroniques de l'époque, le poison agissant lentement, Bilge aurait eut le temps de tuer ses meurtriers avant de mourir.
C'est son fils aîné Yollig Khagan qui lui succède, qui sera ensuite remplacé par son frère Tengri Qaghan. Mais Tengri est jeune lorsqu'il monte sur le trône et c'est sa mère, Qutluğ Säbäg Qatun, qui devient la régente de fait. Cependant, aucun des deux n'a les moyens de gouverner, car ce sont deux gouverneurs qui détiennent véritablement le pouvoir : celui de l'Est et celui de l'Ouest. Säbäg décide de remédier à cette situation en faisant exécuter les deux gouverneurs. Mais si le gouverneur de l'Ouest est effectivement exécuté, Pan Kül Tigin, celui de l'Est se méfie et se révolte, tuant Tengri Qaghan en 742. Après la mort de Tengri, l'empire commence à se désintégrer, le clan Ashina étant de moins en moins capable de faire face à ceux désirant renverser le pouvoir central. Si Pan Kül Tigin s'empare effectivement du pouvoir, il se retrouve à devoir faire face immédiatement à un soulèvement conjoint des Toquz Oghuz, des Karlouks et des Basmyls. Vaincus par les révoltés, Pan Kül Tigin et ses partisans meurent dans les combats.

## Défaite

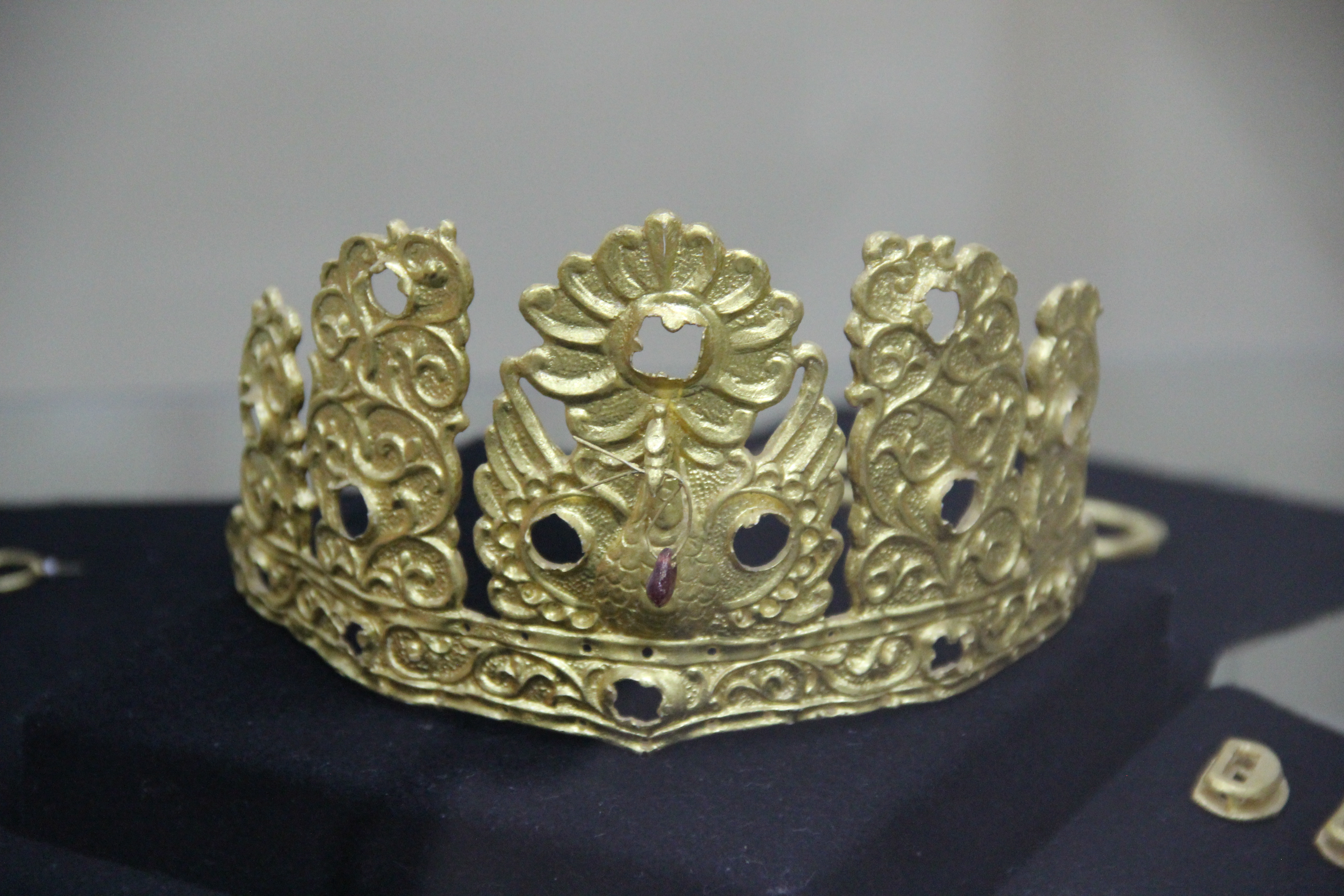
Diadème en or de Bilge Khagan provenant de la nécropole de Khoshoo Tsaidam.

Après avoir vaincu Tigin, puis ses alliés Karlouks et des Basmyls, Qullığ Boyla  (chinois traditionnel : 骨力裴羅), le chef des Toquz Oghuz, prend le titre de Kutlug Bilge Kol Khagan (Khagan glorieux, sage et puissant), et se proclame dirigeant suprême de tous les Ouïghours. En 744, il s'empare d'Ötüken et décapite le dernier Khagan des Göktürk, Ozmish Qaghan, avant d'envoyer sa tête à la cour Tang. En l’espace de quelques années, les Ouïghours prennent le contrôle de l’Asie intérieure et créent le Khaganat ouïghour.
Dans le même temps, Kulun Beg succède à son père Ozmish et prend la tête d'une partie de ce qu'il reste des Göktürks. Une partie seulement, car il est en concurrence avec Ashina Shi, du clan Basmyl, qui a également des prétentions au trône.
L'empereur Tang Xuanzong décide de détruire les dernières traces du khaganat turc et envoie une armée commandé par le général Wang Zhongsi attaquer Kulun. Pendant que les troupes chinoises se préparent, Ashina Shi est vaincu et destitué par Kutlug Bilge Kol Khagan. Lorsque Wang Zhongsi se met en marche, Beg est donc le dernier dirigeant Göktürk encore actif. Wang inflige une cuisante défaite au flanc oriental de l'armée turque dirigée par Apa Tarkhan, ce qui provoque la déroute de ses adversaires. Kulun Beg tente de s'échapper, mais il est arrêté par les Ouïghours et décapité en 745. La plupart des Göktürk s'enfuient pour rejoindre d'autres clans turcs, comme les Basmyl. Cependant, un groupe comprenant Qutluğ Säbäg Qatun, la veuve de Bilge Khagan et la fille de Tonyukuk, se réfugie auprès de la dynastie Tang. L'empereur Tang la légitime en tant que princesse et elle est nommée dirigeante de son peuple.

## Dirigeants du Second Khaganat turc

### Khagans
| Khagan          | Dates de Règne | Père, Grand-Père              | Titre (Chinois)   | Nom personnel (Chinois)         |
| --------------- | -------------- | ----------------------------- | ----------------- | ------------------------------- |
| Ilterish Qaghan | 682–692        | Etmish Beg, Inconnu           | Xiédiēlìshī Kèhán | 阿史那骨篤祿 Āshǐnà Gǔdǔlù      |
| Qapaghan Qaghan | 692–716        | Etmish Beg, Inconnu           | Qiānshàn Kèhán    | 阿史那默啜 Āshǐnà Mòchuài       |
| Inel Qaghan     | 716–717        | Qapaghan Qaghan, Etmish Beg   | Tàxī Kèhán        | 阿史那匐俱 Āshǐnà Fújù          |
| Bilge Qaghan    | 717–734        | Ilterish Qaghan, Etmish Beg   | Píjiā Kèhán       | 阿史那默棘連 Āshǐnà Mòjílián    |
| Yollıg Khagan   | 734–739        | Bilge Qaghan, Ilterish Qaghan | Yīrán Kèhán       | 阿史那伊然 Āshǐnà Yīrán         |
| Tengri Qaghan   | 739–741        | Bilge Qaghan, Ilterish Qaghan | Dēnglì Kèhán      | 阿史那骨咄 Āshǐnà Gǔduō         |
| Ozmish Qaghan   | 742–744        | Pan Kul Tigin, Ashina Duoxifu | Wūsūmǐshī Kèhán   | 阿史那乌苏米施 Āshǐnà Wūsūmǐshī |

#### Interrègne (741-745)
| Khagan                                        | Dates de Règne | Père, Grand-Père                     | Titre (Chinois)  | Nom Personnel (Chinois) |
| --------------------------------------------- | -------------- | ------------------------------------ | ---------------- | ----------------------- |
| Kutluk Yabgu Khagan (usurpateur)              | 741–742        | inconnu (non affilié au clan Ashina) | ?/?              | Gǔduō Yèhù              |
| Ashina Shi (prétendant, dirigeant des Basmyl) | 742–744        | Uti beg, Ashina Duoxifu              | Hèlà Píjiā Kèhán | Yīdiēyīshī              |
| Kulun Beg (prétendant)                        | 744–745        | Özmiş Khagan, Pan Kul Tigin          | Báiméi Kèhán     | Ashina Gulongfu         |

prétendants tardifs
- Eletmish Kagan 747–759[26] (Fils d'Ashina Duoxifu)
- Bügü Kagan 759–779[26]

## Structures politiques et sociales
Pendant le règne d'Ilterish Qaghan, la structure traditionnelle de l'État turc, mise a mal par la conquête des Tang, est restaurée. L'empire créé par Ilterish et ses successeurs est une union territoriale de clans et de groupes claniques ethniquement liés et hiérarchiquement coordonnés. Ils sont idéologiquement liés par des croyances communes et des généalogies reconnues comme étant exactes par les membres de la société. Politiquement, ils sont unis par une organisation militaire et administrative (el) et des normes juridiques (törü) communes. L'organisation clanique (bodun) et la structure politique (el) se complètent, définissant la force et la durabilité des liens sociaux. Selon les inscriptions turques, le khan contrôle l'État et est le chef du groupe clanique (el tutup bodunïm bašladïm). Le groupe principal de l'empire est composé de douze clans turcs, dirigées par le clan des Ashina dont est issu la dynastie régnante. Le groupe des Toquz Oghuz vient juste après les 12 clans turcs en termes d'importance politique.

### Économie
La base de l'économie du Khaganat est l'élevage nomade. La chasse organisée dans les steppes et les montagnes a une importance militaire aussi bien qu'économique, car c'est lors de ces chasses que les guerriers s'entraînent et les différents détachements sont coordonnés. Un chroniqueur chinois décrit ainsi l'économie et le mode de vie des Turcs : «Ils vivent dans des tentes en feutre et errent au gré de l'eau et de l'herbe». Les chevaux sont d'une importance vitale pour les Turcs. Bien que l'économie repose sur l'élevage du bétail, il n'y a pas de stockage des aliments d'hiver pour le bétail. L'avantage du cheval est qu'il peut rester dans l'herbe toute l'année et se nourrir même sous une légère couche de neige. Moutons et chèvres suivent les chevaux, mangeant l'herbe qu'eux-mêmes n'auraient pas pu déneiger. Les taureaux, les yaks et les chameaux sont également fréquemment mentionnés dans les textes turcs comme éléments précieux du bétail.

### Religion
Le tengrisme est la religion officielle du Second Khaganat turc. Les Khagans pensent que la famille dirigeante Ashina a acquis sa légitimité «grâce au soutien de Tengri». Des sources chinoises affirment que Bilge a voulu se convertir au bouddhisme et fonder des villes et des temples. Cependant, Tonyukuk l'en décourage, en soulignant que leur mode de vie nomade est ce qui fait du Khaganat une plus grande puissance militaire par rapport à la dynastie Tang, grâce à la mobilité qui en découle. De plus, la conversion au bouddhisme risque de répandre le pacifisme au sein de la population. Par conséquent, s’en tenir au Tengrisme est nécessaire pour la survie de Khaganat,.

## Relations internationales

### Dynastie Tang

#### Inscriptions de l'Orkhon
« Pendant mon règne, je me suis réconcilié avec le peuple chinois. Le peuple chinois, qui donne en abondance de l'or, de l'argent, du mil et de la soie, a toujours utilisé des paroles complaisantes et dispose de richesses énervantes. Tout en les piégeant par leurs discours insinuants et leurs richesses énervantes, ils ont rapproché les peuples lointains d'eux-mêmes. Mais après nous être installés près d'eux, nous sommes venus constater leur ruse. »

### Sogdiane
Qapaghan Qaghan organise un raid contre la Sogdiane, dont il revient avec un butin composé de chameaux, de femmes, d'argent et d'or.

#### Inscriptions de Bain Tsokto
« Tout le peuple sogdien mené par Asuk est venu et a obéi. À cette époque, le peuple turc s'étendait jusqu'aux Portes de Fer.
vieux turc : 𐰦𐰀:𐰘𐰼𐰝𐰃:𐰽𐰀:𐰉𐰽𐰞𐰍𐰺𐰆:𐰺𐰑𐰴:𐰉𐰆𐰑𐰣:𐰸𐰆𐰯:𐰚𐰠𐱅𐰃:𐰆𐰞:𐰚𐰇𐰤𐱅𐰀:𐱅𐰏𐱅𐰃:𐱅𐰇𐰼𐰝:𐰉𐰆𐰑𐰣:𐱅𐰢𐰼:𐰴𐰯𐰍𐰴𐰀:𐱅𐰃𐰤𐰾𐰃:𐰆𐰍𐰞𐰃 »

## Œuvres d'art et artisanat

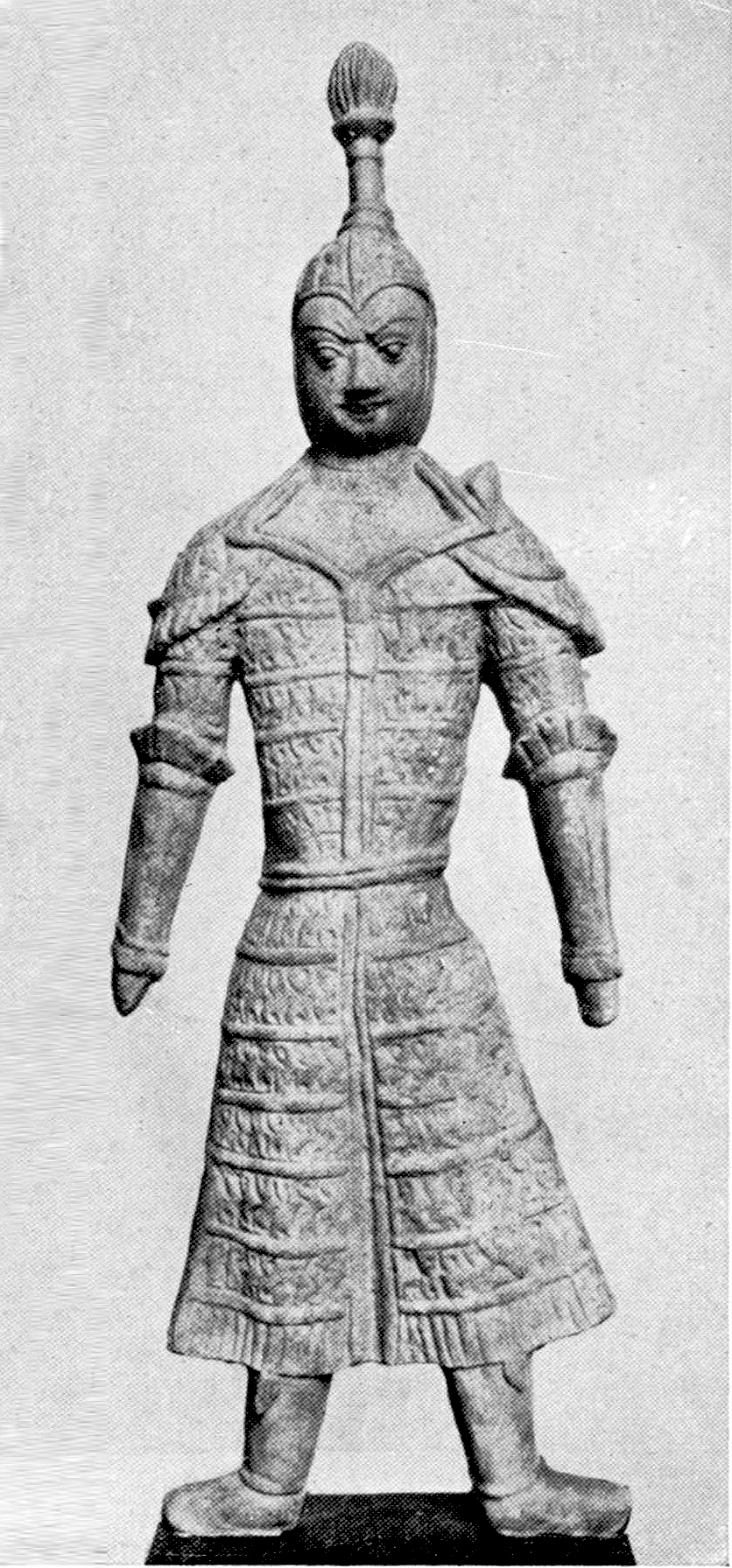
Soldat turc en armure, Shorchuk, Xinjiang, 8eme siécle.

De nombreux objets en or et en argent ont été découvert lors des fouilles des tombes des dirigeants du Second Khaganat turc.

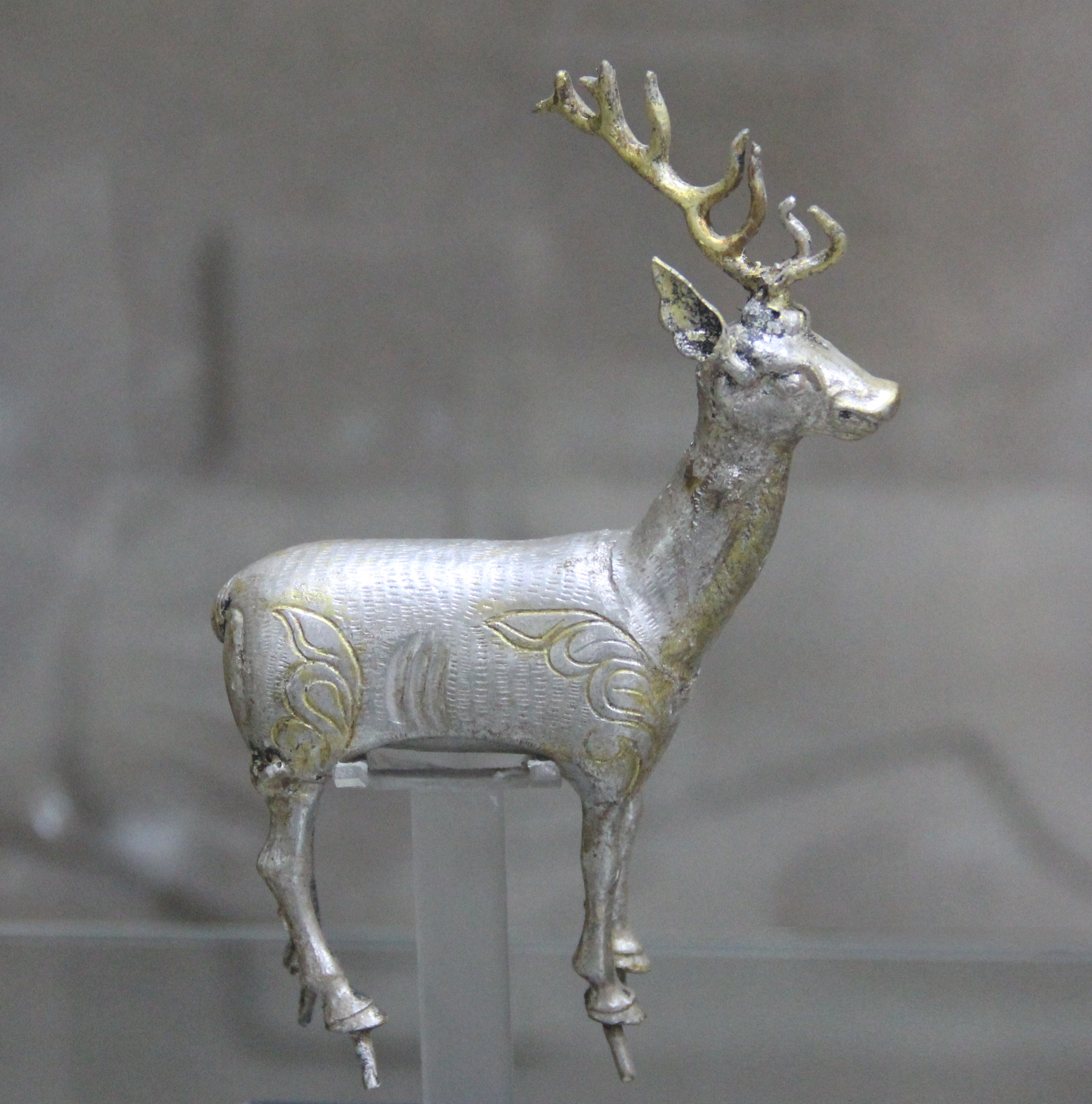
Cerf en argent de Bilge Khan, provenant de la nécropole de Khoshoo Tsaidam.
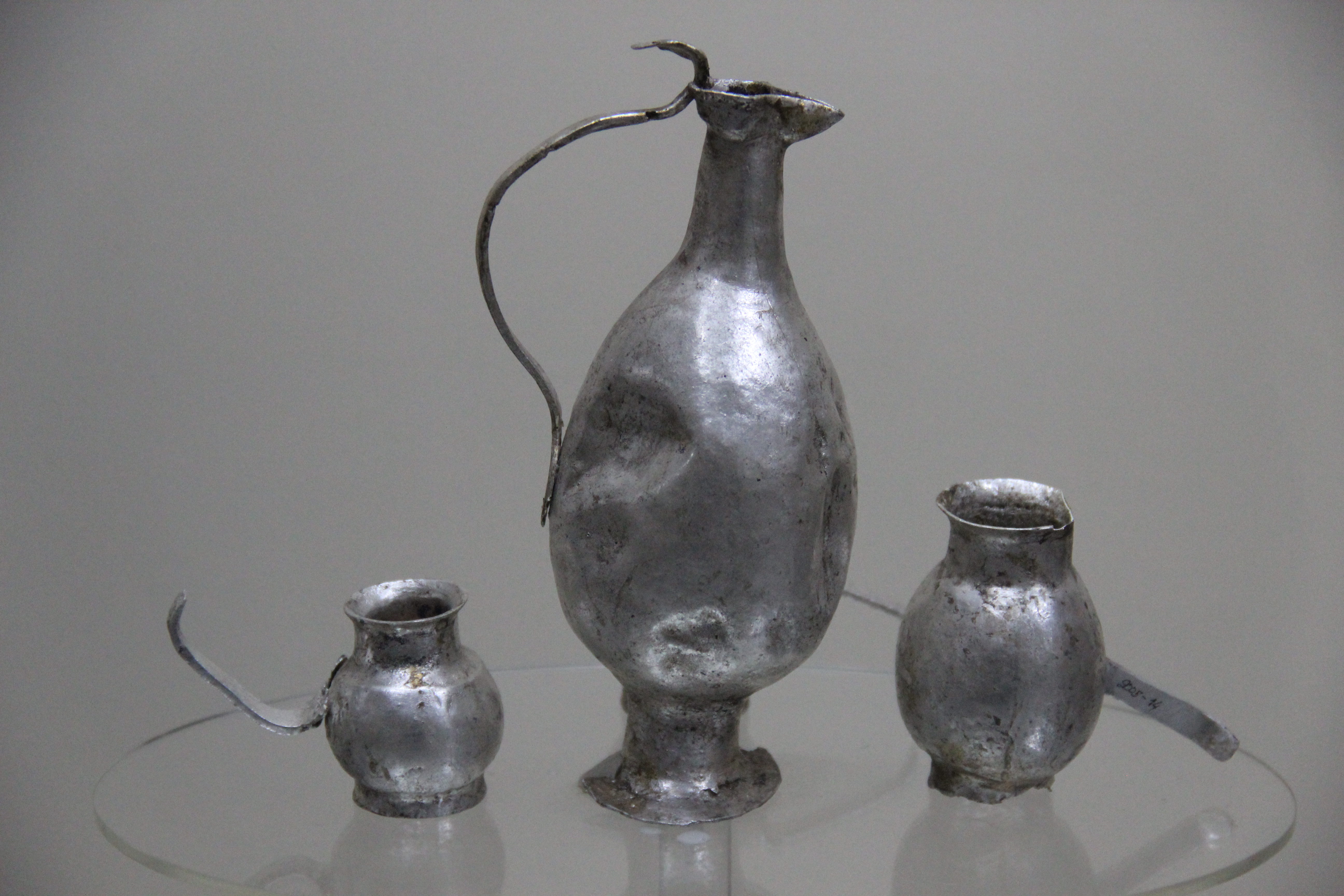
Vaisselle en argent provenant de la tombe de Kul Tigin a Khoshoo Tsaidam.
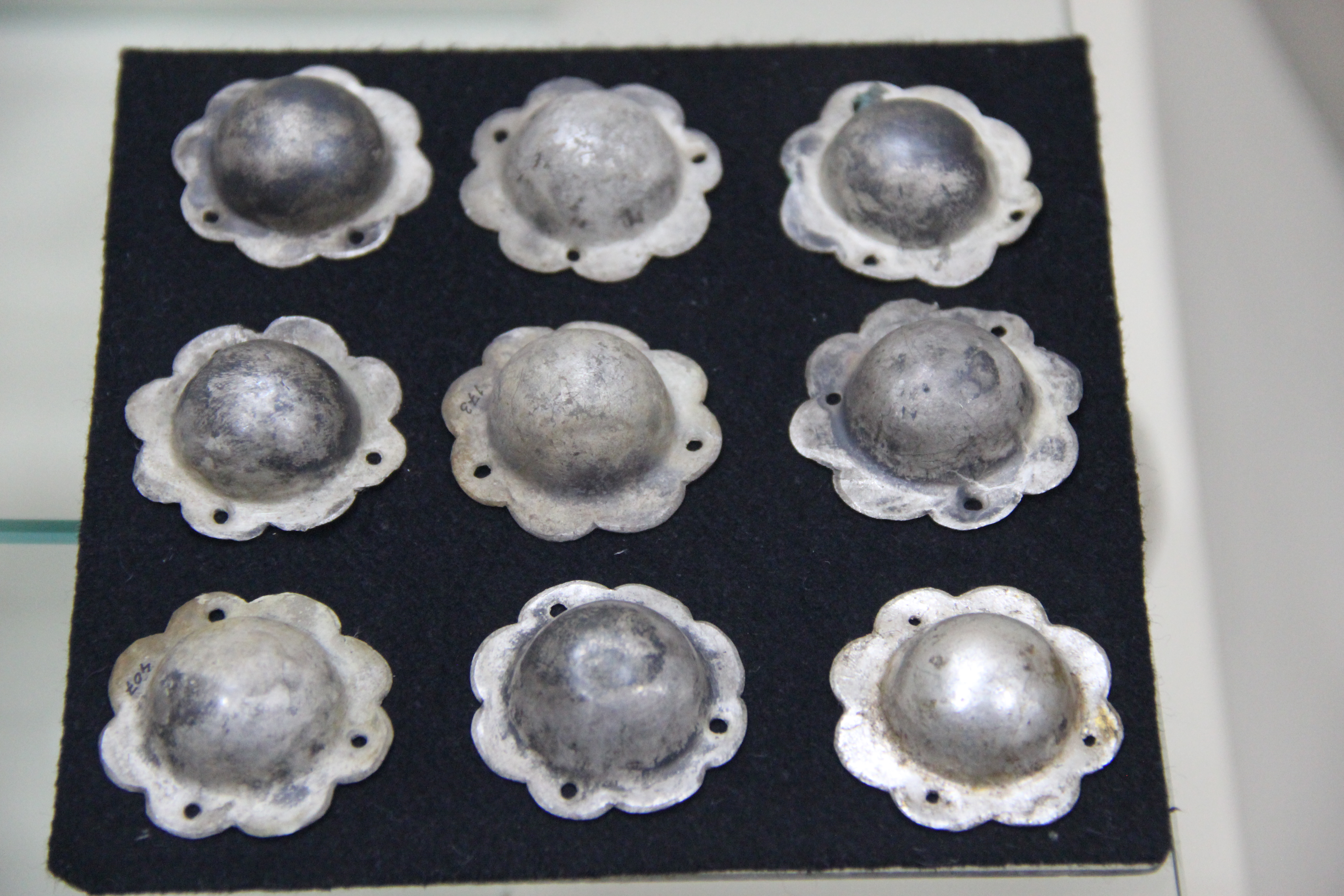
Vaisselle en argent provenant de la tombe de Kul Tigin a Khoshoo Tsaidam.
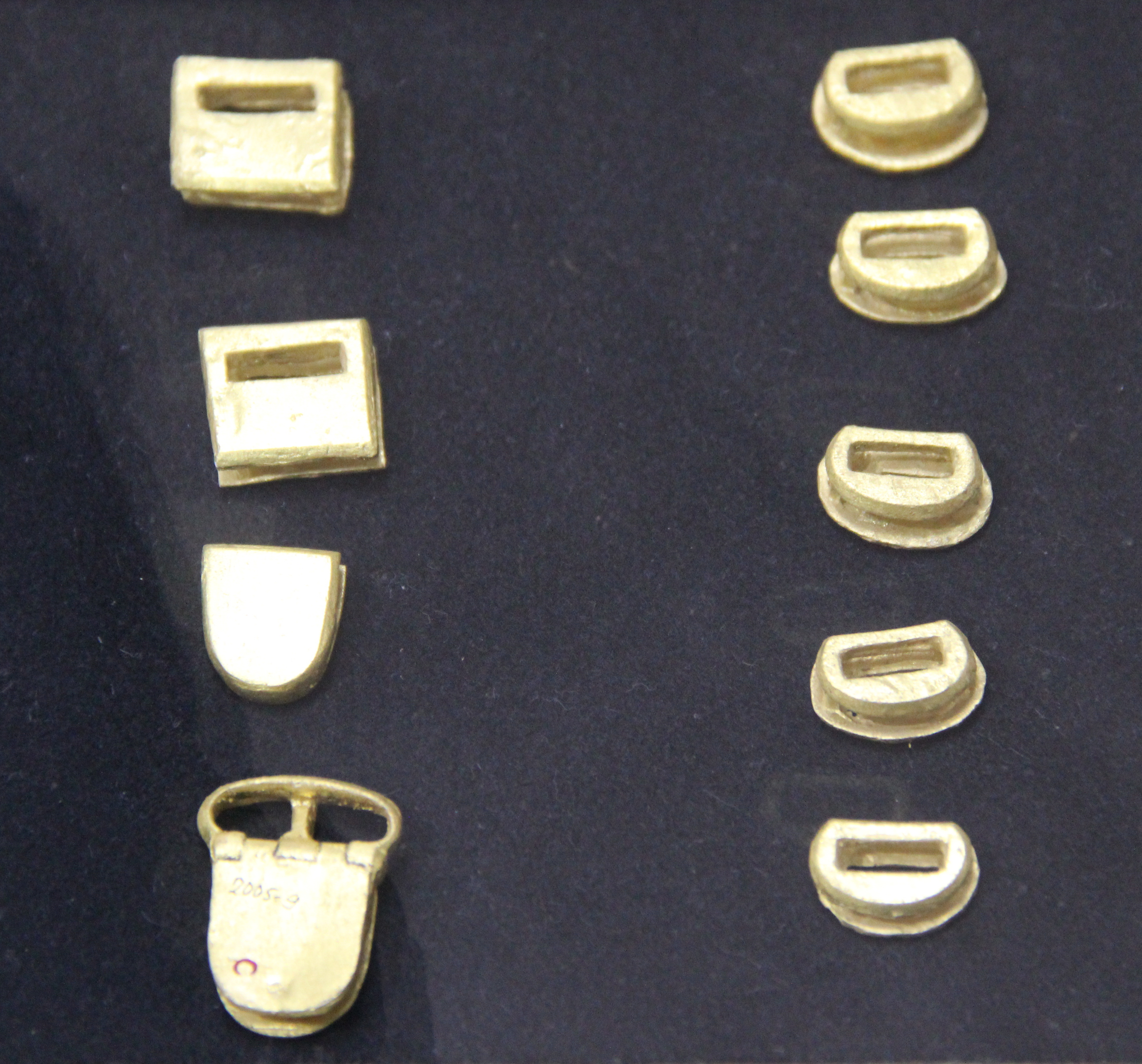
Ornements de ceinture en or, Tonyukuk, Tov, Erdene[39].